# Dragutin Šahović
Dragutin Šahović, cyr. Драгутин Шаховић (ur. 8 sierpnia 1940 w Kraljevie, zm. 12 listopada 2005 w Belgradzie) – serbski szachista, arcymistrz od 1978 roku.

## Kariera szachowa
W 1980 r. wystąpił w drużynowych mistrzostwach Europy w Skarze, gdzie szachiści jugosłowiańscy zajęli IV miejsce. W czasie swojej kariery wystąpił w niezliczonej liczbie turniejów, w prawie 100 z nich zwyciężając bądź dzieląc I miejsca, m.in. w: Warnie (1975, I-II), Biel (1976, turniej otwarty, z Radovanem Govedaricą), Lone Pine (1977, z Jurijem Bałaszowem, Oscarem Panno i Noną Gaprindaszwili), Niszu (1977, I-II), Somborze (1978), Trsteniku (1978, I-II), Dubnej (1979, z Igorem Zajcewem, Jurijem Razuwajewem i Aleksiejem Suetinem), Kladovie (1980, z Giennadijem Kuźminem), Zurychu (1981, I-III), Vrnjackiej Banji (1984, z Zivoslavem Nikoliciem), Montpellier (1988, z Zlatko Klariciem i Radoslavem Simiciem), Belgradzie (1993, z Maratem Makarowem, Andriejem Zontachem i Goranem Arsoviciem) oraz w Bjeljinie (2000, z Dejanem Nestoroviciem).
Najwyższy ranking w karierze osiągnął 1 stycznia 1979 r., z wynikiem 2520 punktów dzielił wówczas 66-71. miejsce na światowej liście FIDE, jednocześnie zajmując 5. miejsce wśród jugosłowiańskich szachistów.